# ديجيمون وورلد دي إس
ديجيمون وورلد دي إس (بالإنجليزية: Digimon World DS)‏ هي لعبة فيديو صدرت في 15 يونيو 2006، وهي متوفرة على أجهزة نينتندو دي أس. اللعبة من تطوير بانداي نامكو إنترتينمنت ومن نشر بانداي نامكو إنترتينمنت.

## وصلات خارجية
- الموقع الرسمي (باليابانية)